# Bornes e Burga
Bornes e Burga (oficialmente: União das Freguesias de Bornes e Burga) é uma freguesia portuguesa do município de Macedo de Cavaleiros, com 26,05 km² de área e 342 habitantes (censo de 2021). A sua densidade populacional é 13,1 hab./km².

## História
Foi criada aquando da reorganização administrativa de 2012/2013,  resultando da agregação das antigas freguesias de Bornes e Burga.

## Demografia
A população registada nos censos foi:
| Distribuição da População por Grupos Etários | Distribuição da População por Grupos Etários | Distribuição da População por Grupos Etários | Distribuição da População por Grupos Etários | Distribuição da População por Grupos Etários | Distribuição da População por Grupos Etários |
| -------------------------------------------- | -------------------------------------------- | -------------------------------------------- | -------------------------------------------- | -------------------------------------------- | -------------------------------------------- |
| Antes da agregação                           |                                              |                                              |                                              |                                              |                                              |
| Ano                                          | 0-14 anos                                    | 15-24 anos                                   | 25-64 anos                                   | >= 65 anos                                   | Total                                        |
| 2001                                         | 63                                           | 69                                           | 228                                          | 148                                          | 508                                          |
| 2011                                         | 30                                           | 49                                           | 210                                          | 154                                          | 443                                          |
| Após a agregação                             |                                              |                                              |                                              |                                              |                                              |
| Ano                                          | 0-14 anos                                    | 15-24 anos                                   | 25-64 anos                                   | >= 65 anos                                   | Total                                        |
| 2021                                         | 16                                           | 19                                           | 168                                          | 139                                          | 342                                          |